# Entente anglo-rusa
La Entente anglo-rusa fue un acuerdo de 1907, en el cual la Gran Bretaña y el Imperio ruso apaciguaron sus disputas coloniales sobre Persia, Afganistán y el Tíbet. Fue firmado durante el Convenio anglo-ruso.
Delineó las esferas de influencia en Persia, estipulando que ningún país debía interferir en los asuntos internos del Tíbet y reconociendo el control de los británicos sobre Afganistán. Este acuerdo indujo a la formación de la Triple Entente.
- Datos: Q1129893